# Episparis vitrea
Episparis vitrea är en fjärilsart som beskrevs av Saalmüller 1900. Episparis vitrea ingår i släktet Episparis och familjen nattflyn. Inga underarter finns listade i Catalogue of Life.